# 小泉典子
小泉 典子（こいずみ のりこ、昭和14年（1939年） - ）は、日本の栄養学者。専門は食品科学。学位は、医学博士。相模女子大学名誉教授、前学長。2015年瑞宝中綬章受章。

## 来歴
1939年、鳥取県境港市中野町生まれ。鳥取県立境高等学校を経て、1962年、相模女子大学学芸学部食物学科（管理栄養士専攻）卒業。東京農工大学や東京栄養食糧専門学校での勤務を経て、1964年から相模女子大学と相模女子短大で教壇に立つ。1989年、相模女子大学教授。1993年、食生態学の論文で医学博士号取得。2005年、相模女子大学・相模女子大学短期大学部学長に就任（同大学初の女性学長であり、初の卒業生学長）。2008年、相模女子大学・相模女子大学短期大学部の学長を退任した。
2006年、境港フィッシュ（FISH）大使就任。
2015年、春の叙勲で瑞宝中綬章受章。

## 所属学会
- 日本水産学会
- 日本栄養食糧学会
- 日本栄養改善学会
- 日本家政学会
- 日本民族衛生学会
- 日本農芸化学会
- 日本食生活学会